# Danh sách giải thưởng và đề cử của Mã Quốc Minh
Mã Quốc Minh là một nam diễn viên truyền hình, diễn viên điện ảnh kiêm ca sĩ nổi tiếng người Hồng Kông. Anh hiện đang là diễn viên độc quyền của hãng TVB. Gia nhập hoạt động được nhiều năm, Mã Quốc Minh nhiều lần được đề cử Thị đế tại Lễ trao giải thường niên TVB đến năm 2020 anh đã xuất sắc mang về giải thưởng Nam diễn viên chính xuất sắc nhất nhờ màn trình diễn ấn tượng trong phim Người hùng blouse trắng (Bạch sắc cường nhân).

## Giải thưởng

### TVB Anniversary Awards
| Lần | Năm  | Hạng Mục                          | Tác Phẩm Đề Cử            | Kết Quả   |
| --- | ---- | --------------------------------- | ------------------------- | --------- |
| 38  | 2005 | Nam diễn viên tiến bộ nhất        | Đường đến thiên đàng      | Đề cử     |
| 38  | 2005 | Nam diễn viên phụ xuất sắc nhất   | Mất tích bí ẩn            | Đề cử     |
| 39  | 2006 | Nam diễn viên tiến bộ nhất        | Đáng mặt nữ nhi           | Đoạt giải |
| 41  | 2008 | Nam nhân vật được yêu thích nhất  | Quy luật sống còn II      | Đề cử     |
| 42  | 2009 | Nam nhân vật được yêu thích nhất  | Phú quý môn               | Đề cử     |
| 43  | 2010 | Nam nhân vật được yêu thích nhất  | Thiết mã tầm kiều         | Đề cử     |
| 45  | 2012 | Nam diễn viên chính xuất sắc nhất | Sứ mệnh 36 giờ            | Đề cử     |
| 45  | 2012 | Nam nhân vật được yêu thích nhất  | Sứ mệnh 36 giờ            | Đoạt giải |
| 46  | 2013 | Nam diễn viên chính xuất sắc nhất | Sứ mệnh 36 giờ II         | Đề cử     |
| 46  | 2013 | Nam nhân vật được yêu thích nhất  | Sứ mệnh 36 giờ II         | Đề cử     |
| 48  | 2015 | Nam nhân vật được yêu thích nhất  | Kiêu hùng                 | Đề cử     |
| 50  | 2017 | Nam diễn viên chính xuất sắc nhất | Hàng ma đích              | Đề cử     |
| 50  | 2017 | Nam nhân vật được yêu thích nhất  | Hàng ma đích              | Đoạt giải |
| 50  | 2017 | Best Show Host                    | DoDo Goes Shopping sr 2   | Đoạt giải |
| 51  | 2018 | Nam diễn viên chính xuất sắc nhất | Thâm cung kế              | Đề cử     |
| 51  | 2018 | Nam nhân vật được yêu thích nhất  | Thâm cung kế              | Đoạt giải |
| 51  | 2018 | Favourite TVB Actor in Singapore  | Thâm cung kế              | Đề cử     |
| 52  | 2019 | Nam diễn viên chính xuất sắc nhất | Người hùng blouse trắng   | Đoạt giải |
| 52  | 2019 | Nam nhân vật được yêu thích nhất  | Người hùng blouse trắng   | Đề cử     |
| 53  | 2020 | Nam diễn viên chính xuất sắc nhất | Sứ đồ hành giả 3          | Đề cử     |
| 54  | 2021 | Nam diễn viên chính xuất sắc nhất | Bệnh viện nhi đồng        | Đề cử     |
| 54  | 2021 | Nam nhân vật được yêu thích nhất  | Bệnh viện nhi đồng        | Đoạt giải |
| 55  | 2022 | Nam diễn viên chính xuất sắc nhất | Người hùng blouse trắng 2 | Đề cử     |
| 55  | 2022 | Favourite TVB Actor in Malaysia   | Người hùng blouse trắng 2 | Đề cử     |

### TVB Star Awards Malaysia
| Năm  | Hạng Mục                            | Tác Phẩm Đề Cử                   | Kết Quả   |
| ---- | ----------------------------------- | -------------------------------- | --------- |
| 2010 | Nam diễn viên được yêu thích        | Thiết mã tầm kiều                | Đề cử     |
| 2010 | Nhân vật truyền hình được yêu thích | Thiết mã tầm kiều                | Đoạt giải |
| 2011 | Nhân vật truyền hình được yêu thích | Đại nội thị vệ                   | Đoạt giải |
| 2012 | Nam diễn viên được yêu thích        | Sứ mệnh 36 giờ                   | Đoạt giải |
| 2012 | Nhân vật truyền hình được yêu thích | Sứ mệnh 36 giờ                   | Đoạt giải |
| 2012 | Cặp đôi màn ảnh được yêu thích      | Sứ mệnh 36 giờ (với Dương Di)    | Đoạt giải |
| 2013 | Nam diễn viên được yêu thích        | Sứ mệnh 36 giờ II                | Đề cử     |
| 2013 | Nhân vật truyền hình được yêu thích | Sứ mệnh 36 giờ II                | Đoạt giải |
| 2013 | Cặp đôi màn ảnh được yêu thích nhất | Sứ mệnh 36 giờ II (với Dương Di) | Đoạt giải |
| 2014 | Nam diễn viên được yêu thích        | Hàn sơn tiềm long                | Đề cử     |
| 2014 | Nhân vật truyền hình được yêu thích | Hàn sơn tiềm long                | Đoạt giải |
| 2016 | Nam diễn viên được yêu thích        | Ẩm thực thần thám                | Đề cử     |
| 2016 | Nhân vật truyền hình được yêu thích | Ẩm thực thần thám                | Đề cử     |
| 2017 | Nam diễn viên được yêu thích        | Tâm lý truy hung                 | Đề cử     |
| 2017 | Nhân vật truyền hình được yêu thích | Tâm lý truy hung                 | Đề cử     |

### StarHub TVB Awards
| Năm  | Hạng Mục                                | Tác Phẩm Đề Cử                     | Kết Quả   |
| ---- | --------------------------------------- | ---------------------------------- | --------- |
| 2012 | Nam nhân vật truyền hình được yêu thích | Sứ mệnh 36 giờ                     | Đoạt giải |
| 2013 | Nam nhân vật truyền hình được yêu thích | Hồi đáo Tam Quốc                   | Đoạt giải |
| 2014 | Nam nhân vật truyền hình được yêu thích | Hàn sơn tiềm long                  | Đoạt giải |
| 2015 | Nam nhân vật truyền hình được yêu thích | Hoạn hải kỳ quan                   | Đoạt giải |
| 2016 | Nam nhân vật truyền hình được yêu thích | Kiêu hùng                          | Đoạt giải |
| 2017 | Nam diễn viên TVB được yêu thích nhất   | Tâm lý truy hung                   | Đề cử     |
| 2017 | Nam nhân vật truyền hình được yêu thích | Tâm lý truy hung                   | Đoạt giải |
| 2017 | Cặp đôi màn ảnh TVB đẹp nhất            | Ván bài định mệnh (với Xa Thi Mạn) | Đoạt giải |